# Erebus lunaris
Erebus lunaris är en fjärilsart som beskrevs av Walker 1864. Erebus lunaris ingår i släktet Erebus och familjen nattflyn. Inga underarter finns listade i Catalogue of Life.